# Xã Spruce Valley, Quận Marshall, Minnesota
Xã Spruce Valley (tiếng Anh: Spruce Valley Township) là một xã thuộc quận Marshall, tiểu bang Minnesota, Hoa Kỳ. Năm 2010, dân số của xã này là 242 người.